# Золотий глобус
«Золоти́й гло́бус» (англ. Golden Globe) — американська кінопремія, яку присуджує Голлівудська асоціація іноземної преси з 1944 року за кіно- і телефільми. Присудження «Золотого глобусу» розпочинає сезон різних нагород кіно і телеіндустрії, який звичайно завершується церемонією нагороди «Оскара». За традицією нагородження відбувається після голосування за участю 86 провідних журналістів, які спеціалізуються на тематиці Голлівуду. Зараз «Золотий глобус» — одна з найпочесніших нагород американської кіноіндустрії.

## Історія
Перше офіційне вручення «Золотого глобуса» відбулося в 1944 р. на кіностудії 20th Century Fox. Після цього премія стала щорічною, церемонія нагородження нею протягом наступних десятиліть відбувалася в різних місцях країни. Тільки на початку 1950-х Голлівудська асоціація іноземної преси ухвалила рішення заснувати спеціальну нагороду, яка була б символом визнання видатного внеску в кіноіндустрію. У 1952 р. цією премією був нагороджений видатний кіномитець Сесіль Де Мілль, і відтоді була заснована окрема нагорода його імені. Зокрема, перший «Золотий глобус» отримав Волт Дісней у 1953 р.
Зазвичай церемонія нагородження проводилася журналістами, що входять у вищезазначену асоціацію. Однак, у 1958 році Френк Сінатра з друзями раптово експромтом зайняли сцену і почали церемонію нагороди. Їхній виступ так сподобався аудиторії, що і наступного року їм також довірили проведення церемонії.
У 1963 році була введена символічна нагорода «Міс Золотий глобус». У цьому ж році її отримали Єва Сікс і Донна Дуглас за внесок в кіно і телебачення, відповідно. Згодом цю нагороду почали давати і чоловікам, запровадивши титул «Містер Золотий глобус», так, на 52-ій церемоній нагородження в 1995 році першу нагороду отримав Джон Кларк Гейбл, син легендарного актора Кларка Гейбла та Кей Вілльямс. Зазвичай цю нагороду отримують діти відомих акторів та знаменитостей. З 2018 року ця символічна нагорода змінила назву на більш змістовну та гендерно нейтральну — «Посол Золотого Глобуса». У цьому ж році її отримала Сімон Гарсія Джонсон, донька актора Двейна Джонсона і продюсерки Дені Гарсії.
Визнаючи велику роль анімаційних фільмів в індустрії, на початку 2006 р. Голлівудська асоціація іноземної преси оголосила про своє рішення ввести нагороду за найкращий анімаційний фільм. Перша така нагорода відбулася на 64-й церемонії вручення «Золотого глобусу».
Через пандемію захворювання COVID-19 церемонію вручення премії 2021 року перенесли з початку січня на 28 лютого; захід традиційно пройшов у готелі «Беверлі-Гілтон» у Беверлі-Гіллз, Каліфорнія.

## Номінації

### Повнометражні стрічки
- Найкращий фільм (драма)
- Найкращий фільм (комедія або мюзикл)
- Найкраща чоловіча роль (драма)
- Найкраща чоловіча роль (комедія або мюзикл)
- Найкраща жіноча роль (драма)
- Найкраща жіноча роль (комедія або мюзикл)
- Найкраща чоловіча роль другого плану
- Найкраща жіноча роль другого плану
- Найкращий режисер
- Найкращий сценарій
- Найкраща музика до фільму
- Найкраща пісня до фільму
- Найкращий фільм іноземною мовою
- Найкращий анімаційний фільм
- Премія імені Сесіля Б. Де Мілля

### Серіали та телефільми
- Найкращий серіал (драма)
- Найкращий серіал (комедія або мюзикл)
- Найкраща чоловіча роль серіалу (драма)
- Найкраща чоловіча роль серіалу (комедія або мюзикл)
- Найкраща жіноча роль серіалу (драма)
- Найкраща жіноча роль серіалу (комедія або мюзикл)
- Найкращий мінісеріал або телефільм
- Найкраща чоловіча роль мінісеріалу або телефільму
- Найкраща жіноча роль мінісеріалу або телефільму
- Найкраща чоловіча роль другого плану серіалу, мінісеріалу або телефільму
- Найкраща жіноча роль другого плану серіалу, мінісеріалу або телефільму
- Премія імені Керол Бернетт

### Нечинні номінації
- Найкращий документальний фільм (1972—1976 роки)
- Найкращий іноземний кінофільм англійською мовою (1957—1973 роки)
- Нова «Зірка року» — актор (1948—1983 роки)
- Нова «Зірка року» — акторка (1948—1983 роки)
- Премія Генрієтти (світова улюблениця — акторка) (1950—1979 роки)
- Премія Генрієтти (світовий улюбленець — актор) (1950—1979 роки)
- Найкращий кінофільм, що сприяє міжнародному порозумінню (1945—1963 роки)
- Премія «Золотий глобус» за найкращу кінематографію — кінофільм (1948—1953, 1955, 1963 роки)